# Pont de Décines
Le pont de Décines est un pont à poutres et un pont routier localisé à Décines-Charpieu et inauguré en 1896. Il permet de franchir le canal de Jonage. La  passerelle Nelson-Mandela (mode doux) est située à proximité. Il fait partie des sept ouvrages réalisés dans le cadre de l'aménagement de la centrale hydroélectrique de Cusset (tout comme le premier pont de la sucrerie disparu).

## Description
Le pont est long de 123,62 m et comprend quatre travées. Le tablier fait 6,5 m de large et est posé sur trois piles de 9,5 m de haut chacun. Ces dimensions sont similaires à celles de l'ancien pont de la sucrerie à Vaulx-en-Velin construit à la même époque.